# کورالی سیمونز
کورالی سیمونز (انگلیسی: Coralie Simmons؛ زادهٔ march ۱, ۱۹۷۷ (۴۸ سال)) ورزشکار واترپلو اهل ایالات متحده آمریکا است.
وی در مسابقات کشوری و بین‌المللی در مجموع برندهٔ ۱ مدال نقره شده‌است.